# 雲南市立寺領小学校
雲南市立寺領小学校（うんなんしりつ じりょうしょうがっこう）は、島根県雲南市木次町寺領にある公立小学校。

## 沿革
- 明治7年4月 - 寺領小学校を創立（宇谷村寺領村連合）日登村寺領小学校となる
- 明治18年11月 - 寺領小学校校舎 寺領村字段の上に新築開校式
- 明治35年4月 - 日登村寺領尋常高等小学校となる（寺領・宇谷・東日登が通学区）
- 昭和49年4月 - 開校百周年記念式典（記念碑除幕式・慕郷の丘遊歩道渡初・記念植樹）
- 平成16年11月 - 雲南市立寺領小学校と改称する（町村合併による）

## 校歌
- 作詞：加藤義成
- 作曲：高見俊雄

## 校訓
深く考える子 みがきあう子 やりぬく子 明るく元気な子

## 周辺
- 日登駅
- 老人ホームさくら苑
- 奥出雲葡萄園